# Heteroxenotrichula transatlantica
Heteroxenotrichula transatlantica är en djurart som tillhör fylumet bukhårsdjur, och som beskrevs av Joseph Ruppert 1979. Heteroxenotrichula transatlantica ingår i släktet Heteroxenotrichula och familjen Xenotrichulidae. Inga underarter finns listade i Catalogue of Life.